# An Dong-hyeok
Đây là một tên người Triều Tiên, họ là Ahn.
An Dong-hyeok (tiếng Hàn: 안동혁; Hanja: 安東赫;  sinh ngày 11 tháng 11 năm 1988) là một cầu thủ bóng đá Hàn Quốc thi đấu ở vị trí tiền vệ cho Seoul E-Land ở K League 2.

## Sự nghiệp câu lạc bộ
An được chọn trong lựa chọn ưu tiên của đợt tuyển quân K League 2011 bởi Gwangju FC.